# Arrondissement Rochefort
Das Arrondissement Rochefort ist eine Verwaltungseinheit des Départements Charente-Maritime in der französischen Region Nouvelle-Aquitaine. Unterpräfektur ist Rochefort.
Es umfasst 78 Gemeinden aus zwölf verschiedenen Kantonen.

## Kantone
- Châtelaillon-Plage (mit 2 von 8 Gemeinden)
- Île d’Oléron
- La Jarrie (mit 2 von 14 Gemeinden)
- La Tremblade
- Marennes
- Rochefort
- Royan
- Saint-Jean-d’Angély (mit 1 von 39 Gemeinden)
- Saintonge Estuaire (mit 1 von 24 Gemeinden)
- Saujon (mit 2 von 9 Gemeinden)
- Surgères
- Tonnay-Charente

## Gemeinden
Die Gemeinden des Arrondissements Rochefort sind:
| 1. Aigrefeuille-d’Aunis (17003)      | 2. Anais (17007)                   | 3. Ardillières (17018)                    | 4. Arvert (17021)                    |
| 5. Ballon (17032)                    | 6. Beaugeay (17036)                | 7. Bouhet (17057)                         | 8. Bourcefranc-le-Chapus (17058)     |
| 9. Breuil-la-Réorte (17063)          | 10. Breuillet (17064)              | 11. Breuil-Magné (17065)                  | 12. Cabariot (17075)                 |
| 13. Chaillevette (17079)             | 14. Chambon (17080)                | 15. Champagne (17083)                     | 16. Ciré-d’Aunis (17107)             |
| 17. La Devise (17457)                | 18. Dolus-d’Oléron (17140)         | 19. Échillais (17146)                     | 20. Étaules (17155)                  |
| 21. Forges (17166)                   | 22. Fouras (17168)                 | 23. Genouillé (17174)                     | 24. Île-d’Aix (17004)                |
| 25. L’Éguille (17151)                | 26. La Brée-les-Bains (17486)      | 27. La Gripperie-Saint-Symphorien (17184) | 28. La Tremblade (17452)             |
| 29. Landrais (17203)                 | 30. Le Château-d’Oléron (17093)    | 31. Le Grand-Village-Plage (17485)        | 32. Le Gua (17185)                   |
| 33. Le Thou (17447)                  | 34. Les Mathes (17225)             | 35. Loire-les-Marais (17205)              | 36. Lussant (17216)                  |
| 37. Marennes-Hiers-Brouage (17219)   | 38. Marsais (17221)                | 39. Meschers-sur-Gironde (17230)          | 40. Moëze (17237)                    |
| 41. Moragne (17246)                  | 42. Mornac-sur-Seudre (17247)      | 43. Muron (17253)                         | 44. Nieulle-sur-Seudre (17265)       |
| 45. Port-des-Barques (17484)         | 46. Puyravault (17293)             | 47. Rochefort (17299)                     | 48. Royan (17306)                    |
| 49. Saint-Agnant (17308)             | 50. Saint-Augustin (17311)         | 51. Saint-Coutant-le-Grand (17320)        | 52. Saint-Crépin (17321)             |
| 53. Saint-Denis-d’Oléron (17323)     | 54. Saint-Froult (17329)           | 55. Saint-Georges-d’Oléron (17337)        | 56. Saint-Georges-de-Didonne (17333) |
| 57. Saint-Georges-du-Bois (17338)    | 58. Saint-Hippolyte (17346)        | 59. Saint-Jean-d’Angle (17348)            | 60. Saint-Just-Luzac (17351)         |
| 61. Saint-Laurent-de-la-Prée (17353) | 62. Saint-Mard (17359)             | 63. Saint-Nazaire-sur-Charente (17375)    | 64. Saint-Palais-sur-Mer (17380)     |
| 65. Saint-Pierre-d’Amilly (17382)    | 66. Saint-Pierre-d’Oléron (17385)  | 67. Saint-Pierre-la-Noue (17340)          | 68. Saint-Saturnin-du-Bois (17394)   |
| 69. Saint-Sornin (17406)             | 70. Saint-Sulpice-de-Royan (17409) | 71. Saint-Trojan-les-Bains (17411)        | 72. Soubise (17429)                  |
| 73. Surgères (17434)                 | 74. Tonnay-Charente (17449)        | 75. Vaux-sur-Mer (17461)                  | 76. Vergeroux (17463)                |
| 77. Virson (17480)                   | 78. Vouhé (17482)                  |                                           |                                      |

## Neuordnung der Arrondissements 2017

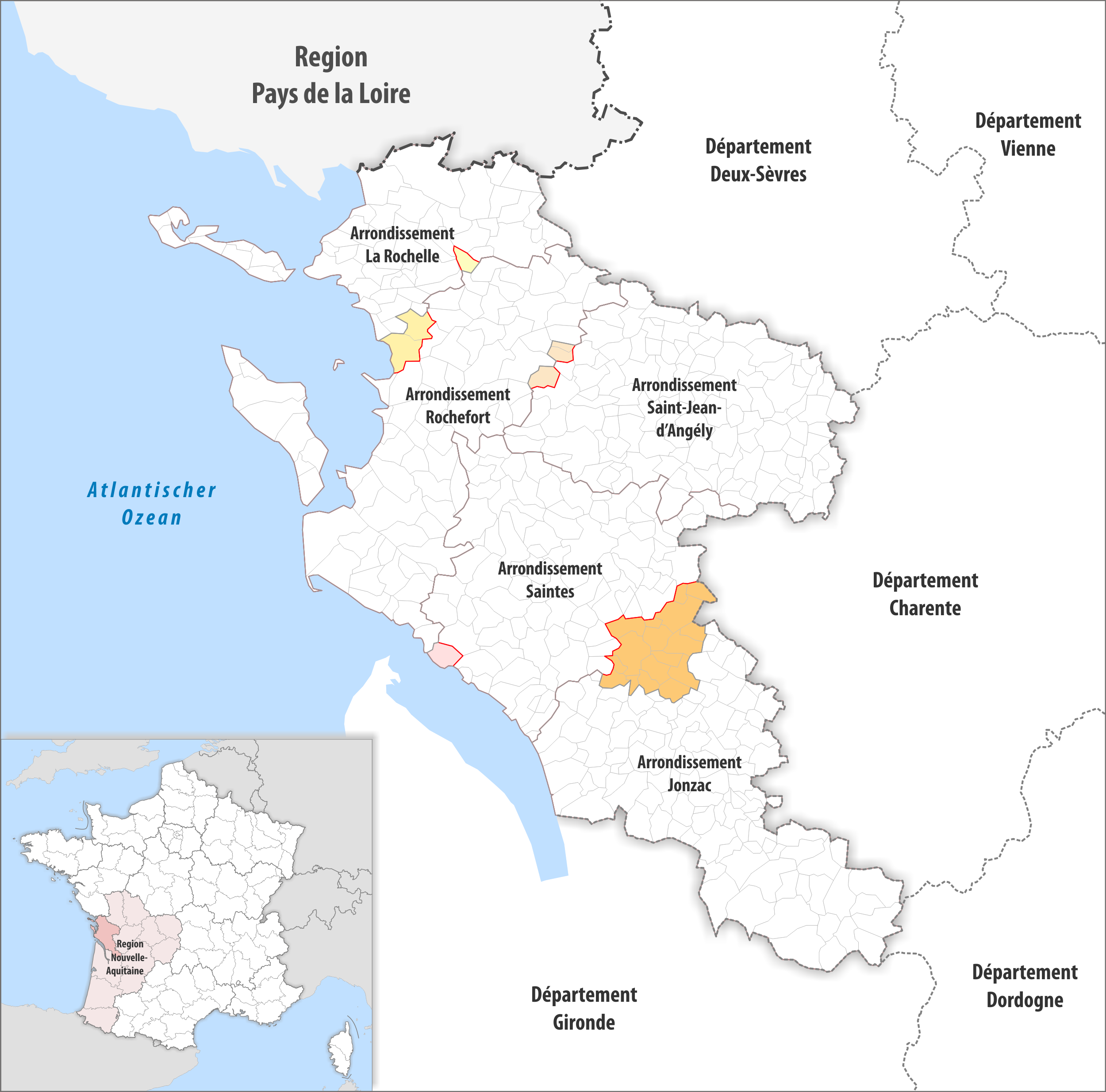
Arrondissementsanpassungen im Jahr 2017

Durch die Neuordnung der Arrondissements im Jahr 2017 wurde aus dem Arrondissement La Rochelle die Fläche der Gemeinde Anais, aus dem Arrondissement Saintes die Fläche der Gemeinde Meschers-sur-Gironde und aus dem Arrondissement Saint-Jean-d’Angély die Fläche der drei Gemeinden Chervettes, Saint-Crépin und Saint-Laurent-de-la-Barrière dem Arrondissement Rochefort zugewiesen.
Dafür wechselte aus dem Arrondissement Rochefort die Fläche der zwei Gemeinden Thairé und Yves zum Arrondissement La Rochelle.

## Ehemalige Gemeinden seit der landesweiten Neuordnung der Kantone
- Bis 2018: Marennes, Hiers-Brouage
- Bis 2017: Chervettes, Saint-Laurent-de-la-Barrière, Vandré
- Bis 2018: Saint-Germain-de-Marencennes, Péré